# Panggungrejo (Bugulkidul)
Panggungrejo is een bestuurslaag in het regentschap Pasuruan van de provincie Oost-Java, Indonesië. Panggungrejo telt 2975 inwoners (volkstelling 2010).